# 16 نوفمبر
- السبت
- الأحد
- الاثنين
- الثلاثاء
- الأربعاء
- الخميس
- الجمعة

- 110 جمادى الأولى 1447  هـ
- 211 جمادى الأولى 1447  هـ
- 312 جمادى الأولى 1447  هـ
- 413 جمادى الأولى 1447  هـ
- 514 جمادى الأولى 1447  هـ
- 615 جمادى الأولى 1447  هـ
- 716 جمادى الأولى 1447  هـ
- 817 جمادى الأولى 1447  هـ
- 918 جمادى الأولى 1447  هـ
- 1019 جمادى الأولى 1447  هـ
- 1120 جمادى الأولى 1447  هـ
- 1221 جمادى الأولى 1447  هـ
- 1322 جمادى الأولى 1447  هـ
- 1423 جمادى الأولى 1447  هـ
- 1524 جمادى الأولى 1447  هـ
- 1625 جمادى الأولى 1447  هـ
- 1726 جمادى الأولى 1447  هـ
- 1827 جمادى الأولى 1447  هـ
- 1928 جمادى الأولى 1447  هـ
- 2029 جمادى الأولى 1447  هـ
- 2130 جمادى الأولى 1447  هـ
- 221 جمادى الآخرة 1447  هـ
- 232 جمادى الآخرة 1447  هـ
- 243 جمادى الآخرة 1447  هـ
- 254 جمادى الآخرة 1447  هـ
- 265 جمادى الآخرة 1447  هـ
- 276 جمادى الآخرة 1447  هـ
- 287 جمادى الآخرة 1447  هـ
- 298 جمادى الآخرة 1447  هـ
- 309 جمادى الآخرة 1447  هـ
- 110 جمادى الآخرة 1447  هـ
- 211 جمادى الآخرة 1447  هـ
- 312 جمادى الآخرة 1447  هـ
- 413 جمادى الآخرة 1447  هـ
- 514 جمادى الآخرة 1447  هـ

16 نوفمبر أو 16 تشرين الثاني أو يوم 16 \ 11 (اليوم السادس عشر من الشهر الحادي عشر) هو اليوم العُشرون بعد الثلاثمائة (320) من السنة، أو الحادي والعشرون بعد الثلاثمائة (321) في السنوات الكبيسة، وفقًا للتقويم الميلادي الغربي (الغريغوري). يبقى بعده 45 يومًا على انتهاء السنة.

## أحداث
- 636 - بداية معركة القادسية بين المسلمين بقيادة سعد بن أبي وقاص والفرس بقيادة رستم فرخزاد، وبها انتهى عصر الساسانيين.
- 1272 - أثناء ما كان مسافرًا في الحملة الصليبية التاسعة، الأمير إدوارد الأول يصبح ملكًا لإنجلترا بعد وفاة هنري الثالث، وتولى العرش عند عودته بعد عامين.
- 1626 - الهنود الحمر يبيعون جزيرة مانهاتن مقابل قماش بقيمة 24 دولار.
- 1869 - الخديوي إسماعيل يفتتح قناة السويس في احتفال مهيب في مدينة الإسماعيلية بحضور عدد كبير من ملوك وأمراء أوروبا.
- 1907 - ضم أراضي أوكلاهوما للولايات المتحدة لتصبح الولاية رقم 46.
- 1917 - البريطانيون يسيطرون على يافا في فلسطين ويجلون العثمانيين منها.
- 1918 - إعلان الجمهورية الطرابلسية في ليبيا.
- 1932 - تأسيس الحزب السوري القومي الاجتماعي.
- 1945 -
  - الولايات المتحدة تستقدم 88 عالمًا من ألمانيا للمساعدة في إنتاج تكنولوجيا الصواريخ، وكان أغلب هؤلاء العلماء يعملون تحت إمرة النظام النازي.
  - تأسيس منظمة الأمم المتحدة للتربية والتعليم والثقافة / يونسكو.
- 1955 - ملك المغرب محمد الخامس يعود إلى الرباط من منفاه بمدغشقر.
- 1970 - وزير الدفاع السوري حافظ الأسد يقود انقلاب عسكري عرف باسم الحركة التصحيحية.
- 1973 - ضمن برنامج سكاي لاب، ناسا تطلق سكايلاب 4 بطاقم من ثلاثة رواد الفضاء من مدينة كيب كانفرال لمهمة مدتها 84 يومًا.
- 1990 - السلطات العراقية في الكويت تفشل في إقناع الكويتيين بتغير بطاقاتهم المدنية الكويتية بهوية الأحوال المدنية العراقية وتقوم بتمديد مهلة إلغاء البطاقات الكويتية إلى 1 ديسمبر.
- 1993 - بدء المحادثات الاقتصادية الرسمية بين الفلسطينيين والإسرائيليين في باريس، ورأس الوفد الفلسطيني مدير عام الشؤون الاقتصادية أحمد قريع والوفد الإسرائيلي داني روتشيلد.
- 1994 - منتخب السعودية لكرة القدم يفوز ببطولة كأس الخليج الثانية عشر المقامة في الإمارات العربية المتحدة.
- 1996 - الأم تريزا تحصل على المواطنة الأمريكية الشرفية نظرًا لجهودها في مساعدة فقراء العالم.
- 2000 - الرئيس الأمريكي بيل كلينتون يزور فيتنام، ويصبح بذلك أول رئيس أمريكي يزورها منذ حرب فيتنام.
- 2004 - وكالة الطيران والفضاء الأمريكية / ناسا تجري تجربة ناجحة لطائرة تتجاوز سرعتها عشرة أضعاف سرعة الصوت دعيت «X-43A».
- 2008 - مجلس الوزراء العراقي يقر توقيع الاتفاقية الأمنية مع الولايات المتحدة.
- 2010 - الإعلان عن خطوبة الأمير ويليام نجل الأمير تشارلز أمير ويلز والثاني بالترتيب على العرش البريطاني من صديقته كيت ميدلتون.
- 2011 - رئيس الوزراء الإيطالي ماريو مونتي يعلن عن تشكيل حكومته والتي تكونت في غالبيتها من التكنوقراط.
- 2018 -
  - السُلطات اليابانيَّة تعتقل رئيس تحالف رينو-نيسان كارلوس غصن لِلتحقيق معه بشأن تُهمٍ تتعلَّق بِالفساد المالي والإداري.
  - اللجنة الدولية للأوزان والمقاييس تعيد تعريف وحدات الكيلوجرام والأمبير والكلفن والمول.

## مواليد
- 42 ق.م. - تيبريوس، الإمبراطور الروماني الثاني.
- 1643 - جان شاردان، مستكشف وصائغ مجوهرات إنجليزي فرنسي.
- 1717 - لورن دالمبير، عالم رياضيات فرنسي.
- 1780 - عبد الغني آل جميل، فقيه وعالم وخطاط وشاعر وسياسي عراقي.
- 1880 - ألكسندر بلوك، شاعر روسي.
- 1891 - إستفان روستي، ممثل مصري.
- 1901- ميشال المغربي، شاعر سوري.
- 1904 - نامدي أزيكيوي، رئيس نيجيريا الأول.
- 1916 -
  - داوس بتلر،ممثل صوتي أمريكي.
  - ماري كويني، ممثلة ومنتجة مصرية.
- 1922 - جوزيه ساراماجو، كاتب برتغالي حاصل على جائزة نوبل في الأدب عام 1998.
- 1935 - حسين الشربيني، ممثل مصري.
- 1953 -
  - بيروم أن براسيت، حكم كرة قدم تايلندي.
  - صالح الحمر، ممثل ومخرج كويتي.
- 1964 - فالريا بروني تيديسكي، ممثلة إيطالية.
- 1970 - ريكدو كوشي، رسام مانغا ياباني.
- 1971 - مصطفى حاجي، لاعب كرة قدم مغربي.
- 1972 - عادل السليمي، لاعب كرة قدم تونسي.
- 1974 - بول سكولز، لاعب كرة قدم إنجليزي.
- 1977 -
  - ماغي جيلنهال، ممثلة أمريكية.
  - موريسيو أوشمان، ممثل مكسيكي.
- 1978 - غاري نايسميث، لاعب كرة قدم اسكتلندي.
- 1984 - مارك بان، لاعب كرة قدم إنجليزي.
- 1993 - بيت ديفيدسون، لاعب كرة قدم نيجيري.
- 1995 - نواه غراي-كيبي، ممثل أمريكي.

## وفيات
- 1093 - سانت مارغريت، قديسة ورئيسة أساقف إنجليزية.
- 1219 - أبو زكريا التكريتي، فقيه شافعي وقاضي ولغوي وشاعر عربي عراقي.
- 1272 - الملك هنري الثالث، ملك إنجلترا.
- 1797 - فريدرش فيلهلم الثاني، ملك بروسيا.
- 1802 - أندريه ميشو، عالم نبات فرنسي.
- 1808 - مصطفى الرابع، سلطان الدولة العثمانية.
- 1836 - كريستيان هندريك برسون، عالم جنوب أفريقي في علم النبات.
- 1946 - عبد الرحمن بن زيدان، مؤرخ مغربي.
- 1960 - كلارك غيبل، ممثل أمريكي.
- 1977 - راجي الراعي، ناثر وشاعر ومحامي لبناني.
- 1999 - دانيال ناثانز، عالم ميكروبولوجي أمريكي حاصل على جائزة نوبل في الطب عام 1978.
- 2005 - هنري تاوب، عالم كيمياء أمريكي حاصل على جائزة نوبل في الكيمياء عام 1983.
- 2006 - ميلتون فريدمان، اقتصادي أمريكي حاصل على جائزة نوبل في العلوم الاقتصادية عام 1976.
- 2008 - صلاح الدين حافظ، كاتب مصري.
- 2010
  - كمال الشاذلي، سياسي مصري.
  - بريتون تشانس أكاديمي أمريكي.
- 2015 - ديفيد كناري، ممثل أمريكي.
- 2019 - فوزية عبد الستار، سياسية وحقوقية مصرية.

## أعياد ومناسبات
- اليوم العالمي للتسامح.

## وصلات خارجية
- وكالة الأنباء القطريَّة: حدث في مثل هذا اليوم.
- أرشيف مصر: حدث في مثل هذا اليوم.
- BBC: حدث في مثل هذا اليوم.